# Jurgen Vermeersch
Jurgen Vermeersch (Brugge, 1 februari 1975) is een Belgisch voormalig wielrenner. Met twee zeges is hij een van de recordwinnaars van de Vlaamse Pijl.

## Belangrijkste overwinningen
1996
- Omloop van de Westhoek Ichtegem
- Kattekoers

1997
- Belgisch kampioen op de weg, Beloften

1999
- Criterium Oostende

2000
- De Kustpijl

2001
- GP Stad Sint Niklaas

2003
- Provinciaal kampioenschap West-Vlaanderen, wegwedstrijd
- Vlaamse Pijl
- Criterium Oplinter
- Criterium Nieuwerkerken

2004
- Criterium Gits
- Provinciaal kampioenschap West-Vlaanderen, wegwedstrijd
- Vlaamse Pijl
- Zellik-Galmaarden
- Liederkerkse pijl
- Belgisch kampioen op de weg, Amateurs
- Memorial Danny Jonckheere

2005
- Criterium Buddingen